# El Sistema
El Sistema est le nom donné à un programme d'éducation musicale développé originellement au Venezuela et financé notamment par des fonds publics. Originellement appelé Action Sociale pour la Musique, son nom officiel est Fundación del Estado para el Sistema Nacional de las Orquestas Juveniles e Infantiles de Venezuela (« Fondation d'État pour un système national d'orchestres pour la jeunesse du Vénézuéla »).
El Sistema désigne aujourd'hui un système (repris par de nombreuses associations dans différents pays du monde) qui propose une méthode d'apprentissage alternative de la musique qui permet également une intégration sociale de jeunes défavorisés.

## Histoire

### Venezuela
En 1975, au Venezuela, l'économiste et musicien José Antonio Abreu fonde puis dirige l'Action sociale pour la musique durant les 35 dernières années, sous les différents gouvernements des années 1980, puis sous le gouvernement de gauche d'Hugo Chávez.
Alliant finesse politique et dévotion religieuse, Abreu s'est consacré à un rêve utopique dans lequel un orchestre représente la société idéale, et l’idée que, plus un enfant se « nourrit » tôt dans ce milieu, mieux cela vaut pour tous.
Le gouvernement du Venezuela commença à financer entièrement l'orchestre d'Abreu après son brillant succès à une compétition internationale en 1977 à Aberdeen. Dès le début, El Sistema a été sous la tutelle du ministère des Services sociaux, et non du ministère de la Culture, ce qui a contribué de façon stratégique à sa survie. Le gouvernement de Chavez a été le mécène le plus généreux d'El Sistema à ce jour, en finançant son budget annuel de fonctionnement et en permettant les investissements nécessaires.
Abreu a reçu en 1979 le prix national de musique pour ses travaux. Il a été nommé ambassadeur spécial pour le développement d'un réseau mondial des orchestres et des chœurs pour la Jeunesse par l'UNESCO en 1995, et il est aussi le représentant spécial de l'UNESCO pour le développement du réseau d'orchestres dans le cadre du Mouvement mondial des orchestres et des chœurs pour la jeunesse. Son réseau de 102 orchestres pour les jeunes et de 55 orchestres d'enfants (d'un effectif d'environ 100 000 membres) est passé plus tard sous la tutelle du ministère de la Famille, de la Santé et des Sports.
En 2014, l'effectif atteint le chiffre de 500 000 membres. L'objectif d'El Sistema est d'utiliser la musique pour la formation, la réadaptation et la prévention des comportements criminels,. En 2017, deux millions d'enfants bénéficient de cette éducation musicale gratuite.[réf. nécessaire]
Le programme El Sistema est connu pour sauver les jeunes en situation d’extrême pauvreté des dérives prévisibles vers l'abus de drogues et la délinquance.
De nombreux participants du programme El Sistema ont commencé une carrière musicale internationale. Citons notamment Gustavo Dudamel, Edicson Ruiz,,, Pedro Eustache, L. Miguel Rojas, Edward Pulgar, Joshua Dos Santos, Rafael Payare, Natalia Luis-Bassa, Domingo Hindoyan, parmi d'autres.
En septembre 2007, le président vénézuélien Hugo Chávez a annoncé à la télévision, Abreu à ses côtés, un nouveau programme gouvernemental, Misión Música, conçu pour fournir des instruments de musique aux enfants du Venezuela.
Un film documentaire a été réalisé et récompensé, sur le thème de El Sistema, intitulé Tocar y Luchar (Play and Fight, 2004). En 2008, un autre documentaire sur El Sistema a été réalisé par Paul Smaczny et Maria Stodtmeier. Le film documentaire en français réalisé en 2015 L'Odyssée de l'empathie, évoque largement l'efficacité de l'initiative pour lutter contre la maltraitance sur mineur et la violence sociale.
Une branche importante d'El Sistema est l'Orchestre symphonique Simón Bolívar. En 2007, cet orchestre a fait ses débuts au Carnegie Hall et aux BBC Proms sous la conduite de Dudamel,. Avec ses meilleurs musiciens qualifiés, El Sistema a créé un nouvel orchestre des jeunes du nom de Teresa Carreno, qui a débuté par une tournée internationale à l'automne 2010.
Le 6 juin 2007, le Inter-American Development Bank (IDB) a annoncé l'octroi d'un montant de 150 millions de dollars de prêts pour la construction de sept centres régionaux d'El Sistema dans tout le Venezuela. De nombreux banquiers au sein de l'IDB étaient initialement opposés à l'emprunt, au motif que la musique classique est réservée à une élite. La banque a réalisé des études sur les plus de deux millions de jeunes qui ont reçu l’enseignement musical d'El Sistema. Cette étude montre un lien entre la participation au programme El Sistema et l'amélioration de la fréquentation scolaire ainsi que la baisse de la délinquance juvénile. Pesant les avantages tels qu'une baisse du décrochage scolaire et de la criminalité, la banque a pu calculer que chaque dollar investi dans El Sistema recueillait environ 1,68 $ en dividendes sociaux. Soutenue par le gouvernement vénézuélien, El Sistema a pu inclure son programme de musique dans le cursus des écoles publiques, visant à être dans présent dans toutes les écoles et à soutenir plus de 500 000 enfants d'ici à 2015.

Le projet a été étendu au système pénal et, le 25 mai 2008, Leidys Asuaje écrit pour le quotidien vénézuélien El Nacional: 

« Le plan d'humaniser les prisons à travers la musique a commencé il y a onze mois sous la tutelle du ministère de l'Intérieur et de la Justice et FESNOJIV […]. »

En 2015, El Sistema signe un protocole d'accord avec le Conservatoire national supérieur de musique et de danse de Paris. Ce dernier affiche son intérêt pour les méthodes pédagogiques du programme vénézuélien, dont il entend s'inspirer en organisant des échanges d'expériences et de connaissances sous la forme de séjours d'observation.

### Autres pays
Le 22 novembre 2007, Julian Lloyd Webber dit à propos de l'annonce du gouvernement britannique d'une attribution de £ 332 000 000 uniquement pour l'enseignement de la musique :

"Nous devons aussi remercier un pays pauvre sud-américain. En août dernier, au milieu des vacances scolaires, quand un certain nombre d'enfants britanniques en difficulté semblaient encore plus mécontents que d'habitude, le Simon Bolivar Youth Orchestra est arrivé du Venezuela pour offrir des spectacles au Festival d'Édimbourg et aux BBC Proms; cela a eu un effet tout simplement miraculeux".

Lloyd Webber a été nommé par le gouvernement britannique président d'un groupe de pilotage  pour l'enseignement de la musique  et un projet de développement communautaire inspiré d'El Sistema.
Sistema Ecosse a été établi en Écosse avec une subvention de la Scottish Arts Council, à la suite d'une initiative de son président Richard Holloway, dans le but de briser le cycle de la pauvreté dans la région défavorisée économiquement de Raploch, et à Stirling, où l'espérance de vie masculine est de moins de 63 ans,.
En Angleterre, «le ministère de la Culture a consacré 2 millions de livres à un programme de trois ans (appelé In Harmony), qui se concentrera sur trois régions pauvres...".
Alexander Bernstein a déclaré : « C'est quelque chose dont nous avons besoin aux États-Unis ».
Au Canada, il existe des programmes inspirés d'El Sistema dans presque toutes les provinces. Créé en 2007, OrKidstra offre des cours de musique après l'école à plus de 700 enfants de quartiers défavorisés d'Ottawa. Au Nouveau Brunswick, Sistema NB est un programme de l'Orchestre des jeunes du Nouveau-Brunswick qui permet aux enfants de certaines écoles partenaires d'apprendre la musique après l'école.
En France, l'association Tutti Passeurs d'Arts, soutenue entre autres par le chef d'orchestre vénézuélien Gustavo Dudamel, développe des formations instrumentales collectives dans les écoles des quartiers défavorisés. Elle s'inspire ouvertement du programme El Sistema.
Un programme a été développé en Grèce à destination notamment des migrants, sous la direction d'Anis Barnat.

## Reconnaissance
Drew McManus a réalisé une série en quatre épisodes sur El Sistema: The Future of Classical Music is in Venezuela,,.
Le 5 novembre 2007, John Williams a déclaré dans le journal vénézuélien El Nacional : « C'est quelque chose d'unique qui doit être vu par tout le monde […] [et] dont nous un besoin urgent ici [aux États-Unis]. ».
Un symposium public sur El Sistema a eu lieu le 7 novembre 2007 à Boston, Massachusetts, et est disponible en webcast.
Le panel d'intervenants
- Jose Antonio Abreu, Fondateur d'El Sistema (non inclus dans le webcast.)
- Mark Slavkin, Vice-Président d'Éducation, LA Music Center
- Leni Boorstin, Directeur de Community Affairs, LA Philharmonic
- Sebastian Ruth, Fondateur, Directeur de Community MusicWorks
- Steve Seidel, Directeur du Project Zero
- George Simpson, Directeur de Roland Hayes School of Music
- John Tobin, siégeant à Arts Committee, Boston City Council
- Polly Kahn, Vice-Présidente de "League of American Orchestras"
- Mark Churchill, Doyen de Preparatory & Continuing Ed., NEC

## Récompenses
Le 14 février 2008, El Sistema a reçu le Prix Glenn-Gould. Dans son compte rendu après sa  visite (2008) à Caracas, Brian Levine, directeur général, écrit: «El Sistema a démontré de façon concluante que l'éducation musicale est une passerelle vers l'apprentissage continu et un avenir meilleur".
Le 21 mai 2008, El Sistema a reçu le prix Prince des Asturies pour les Arts
Le 13 juin 2008, le fondateur d'El Sistema été invité à donner une conférence à la National Performing Arts Convention-2008 à Denver, Colorado.
Le 5 février 2009, José Antonio Abreu a remporté le prix TED pour son travail sur El Sistema.
Le 24 novembre 2009 à la salle Pleyel de Paris, le ministre de la Culture français, Frédéric Mitterrand, décerne la Légion d'Honneur au Maestro Abreu et nomme le directeur Gustavo Dudamel chevalier des Arts et des Lettres. 
Le 26 juin 2014, El Sistema a été nommé Ambassadeur de bonne volonté par l’UNICEF pour promouvoir les droits des enfants et des adolescents.
Le 13 novembre 2021, le très grand orchestre symphonique d'El Sistema réunissant 12 000 interprètes dans la cour de l'Académie militaire de l'armée bolivarienne (en) de Caracas réalise, en interprétant la Marche slave de Piotr Ilitch Tchaïkovski, le record du « plus grand orchestre du monde » détenu depuis 2019 par un orchestre russe de 8 097 musiciens. Les examinateurs du Guinness ne retiennent cependant « que » 8 573 musiciens sur les 12 000 interprètes présents, ce qui suffit à battre le record précédent. Ils sont félicités en ces termes lors d'une cérémonie au siège d'El Sistema : « Vous êtes officiellement incroyables ». Gustavo Dudamel leur adresse ses félicitations dans une vidéo postée sur les réseaux sociaux,,.